# Pyrus på pletten
Pyrus på pletten er en dansk julefilm fra 2000, instrueret af Martin Miehe-Renard. Det er den første spillefilm i Pyrus-serien, som omhandler nissen Pyrus. Filmen udkom kort før den fjerde og sidste julekalender Pyrus i Alletiders Eventyr, der blev sendt som julekalender på TV 2 samme år.

## Handling
I Rigsarkivet fører nissen Pyrus' mange gode ideer altid til ulykker. Da han vil hjælpe rigsarkivarens kommende svigersøn, kriminalkommissær Krusø, af med en forkølelse, forvandler hans nysesaft Krusø til nissestørrelse. Krusø bliver også i stand til at trylle sig ind i alle bøger og dokumenter, herunder finansloven, hvad statsministeren ikke bliver glad for. Pyrus beslutter så at holde sig borte fra rigsarkivet og kæresten Kandis, indtil han har udrettet en god gerning.
Han blander nisse-sanggelé i limen bag på julemærkerne, så alle, der slikker på dem, bryder ud i sang. Desværre anbringer han også en alt for stor dosis nisse-snepulver i toppen af den kæmpemæssige juletræsskulptur, statsministeren har ladet anbringe i indløbet til Københavns havn for at styrke sin popularitet. Det kan medføre en ny istid, så de andre nisser må gribe ind i sidste øjeblik.

## Medvirkende
- Jan Linnebjerg – Pyrus
- Paul Hüttel – Gyldengrød
- Christiane Bjørg Nielsen – Kandis
- Jesper Klein – Bertramsen
- Jeanne Boel – Frk. Josefine Brahe
- Søren Østergaard – Krusø
- Henning Jensen – Statsministeren
- Henrik Lykkegaard – Statsministerens hjælper
- Thomas Mørk – Reenberg
- Asger Reher – Metrologisk ekspert
- Birthe Neumann – Krusø's mor
- Ole Fick – Samuelsen
- Preben Vridstoft – Præst

## Produktion
Pyrus på pletten blev i 1999 optaget i Risbystudierne ved Albertslund.